# カフィリスタンへの旅路
『カフィリスタンへの旅路』（独: Die Reise nach Kafiristan, 英:The Journey to Kafiristan）は、2001年に製作されたドイツ映画。
日本では、2003年（第12回）東京国際レズビアン&ゲイ映画祭(7月19日)にて上映された。

## キャスト
- アンヌマリー：ジャネット・エム
- エラ：ニナ・ペトリ
- モニカ・アノー
- トーマス・モリス